# Булавовщина
Була́вовщина (укр. Булавівщина) – село, расположенное на территории Варвинского района Черниговской области (Украина).